# Lusaka Golf Club
De Lusaka Golf Club is een golfclub in Lusaka, Zambia.
Het is een 18-holes golfbaan met een par van 73 en het parcours is voor de heren 6608 m lang.
De golfclub ontving meermaals met het Zambia Open, een grote golftoernooi.

## Golftoernooien
- Zambia Open: 1973, 1980-1993, 1997-1998, 2000-2004, 2012-2013
- Zambia Sugar Open: 2014-heden